# 貝烏哈圖夫體育俱樂部
貝烏哈圖夫體育俱樂部（波蘭語：PGE GKS Bełchatów）是波蘭的職業足球俱樂部。目前參加波蘭足球甲級聯賽的賽事。GKS是礦工的簡稱。球隊在1992年進入波蘭頂級的足球聯賽。

## 参效力过的著名球员
- 卢卡兹·加尔古拉

## 外部連結
- 貝烏哈圖夫 （页面存档备份，存于） (gksbelchatow.com)
- GKS Bełchatów （页面存档备份，存于） (soccerway.com)
- GKS Bełchatów SSA （页面存档备份，存于） (90minut.pl)